# Кислицына, Ольга Анатольевна
Ольга Анатольевна Кислицына (родилась 29 августа 1972 года, Ростов-на-Дону) — российский учёный-экономист, доктор экономических наук, заведующая Сектором проблем измерения качества жизни Института экономики РАН.

## Биография
В 1989 году с золотой медалью окончила ростовскую среднюю школу № 36 с углубленным изучением английского языка, в 1994 году — механико-математический факультет Ростовского государственного университета (по специальности «Прикладная математика»), в 1997 году — аспирантуру Ростовской государственной экономической академии (Ростовский государственный экономический университет (РИНХ)), защитив кандидатскую диссертацию (по специальности 08.00.11 — Статистика), в 2006 году — докторантуру Института социально-экономических проблем народонаселения РАН, защитив докторскую диссертацию (по специальности 08.00.05 — Экономика и управление народным хозяйством, Специализация — Экономика труда, Экономика народонаселения и демография).
С 1997 года по 2014 год работала в Институте социально-экономических проблем народонаселения (ИСЭПН) РАН в должностях научного сотрудника, старшего научного сотрудника, ведущего научного сотрудника, заведующего лабораторией, заместителя директора института по научной работе.
С 2015 года руководит Сектором проблем измерения качества жизни в Институте экономики РАН.
Замужем, имеет двух сыновей 1994 г.р. и 2014 г.р.

## Научная деятельность
Специалист в области эконометрического и статистического анализа, моделирования социально-экономических процессов.
Область научных интересов — уровень и качество жизни, социально-экономическое неравенство, здоровье.
Автор более 100 научных публикаций на русском и иностранных языках, в том числе 4 монографий.

## Награды
В 2004 году лауреат премии Фонда содействия отечественной науке по программе «Лучшие экономисты РАН» .
В 2006 году лауреат премии имени проф. Овсиевича Б. Л. за исследование проблем социально-экономического неравенства и его влияния на состояние здоровья различных групп населения современной России.

## Избранные научные публикации
- Income Inequality in Russia during Transition: How Can It Be Explained? Архивная копия от 6 марта 2016 на Wayback Machine, EERC Working Paper Series, 2003.
- Неравенство доходов и здоровье (с Римашевской Н. М.), Народонаселение, 2: 5-17, 2004.
- Неравенство в распределении доходов и здоровья в современной России, РИЦ ИСЭП, 2005.
- Self-reported heart symptoms are strongly linked to past and present poverty in Russia: evidence from the 1998 Taganrog interview survey. Архивная копия от 6 марта 2016 на Wayback Machine (с Vågerö D. ), The European Journal of Public Health, 15 (4): 418—423, 2005.
- Социально-экономические детерминанты здоровья россиян, Народонаселение Архивная копия от 30 мая 2010 на Wayback Machine, 2: 24-37, 2007.
- Влияние социальной поддержки на здоровье москвичей Архивная копия от 6 марта 2016 на Wayback Machine (с Ферландер С.) // Социологические исследования, 2: 81-84, 2008.
- Economic strain, social relations, gender, and binge drinking in Moscow Архивная копия от 6 марта 2016 на Wayback Machine (с Jukkala T., Mäkinen I.H., Ferlander S., Vågerö D.), Social science & medicine, 66 (3): 663—674, 2008.
- Attitudes toward intimate partner violence against women in Moscow, Russia Архивная копия от 2 июля 2017 на Wayback Machine (с Stickley A., Timofeeva I., Vågerö D.), Journal of Family Violence, 23 (6): 447—456, 2008.
- Moscow Health Survey 2004-social surveying under difficult circumstances (с Vågerö D., Ferlander S., Migranova L., Carlson P.), International journal of public health, 53 (4): 171—179, 2008.
- Подростки и алкоголь: факторы риска Архивная копия от 11 марта 2016 на Wayback Machine, Вопросы наркологии, 2, 2009.
- Institutional trust in contemporary Moscow (с Stickley A., Ferlander S., Jukkala T., Carlson P., Mäkinen I.H.), Europe-Asia Studies, 61 (5): 779—796, 2009.
- The social determinants of adolescent smoking in Russia in 2004 Архивная копия от 6 марта 2016 на Wayback Machine (с Stickley A., Gilmore A., McKee M.), International journal of public health, 55 (6): 619—626, 2010.
- Здоровье детей — богатство нации: тенденции, факторы риска, стратегии сбережения, М.: МАКС Пресс, 2011.
- Влияние социально-экономических факторов на состояние здоровья: роль абсолютных или относительных лишений // Журнал исследований социальной политики, 2: 289—302, 2015.